# Божич, Пашко
Пашко Божич (хорв. Paško Božić) — хорватский тхэквондист, член сборной Хорватии. Призёр чемпионатов мира и Европы.

## Карьера
С 2016 года Пашко Божич выступает на международных соревнованиях по тхэквондо. В 2016 году выиграл бронзовую медаль в весовой категории до 65 кг на Чемпионате Европы среди кадетов, который проходил в Бухаресте. В 2022 году завоевал титул чемпиона Европы среди спортсменов не старше 21 года. 
В 2022 году на чемпионате Европы по тхэквондо в Манчестере стал бронзовым призёром в весовой категории свыше 87 кг.
В 2023 году на чемпионате мира, который состоялся в Баку, в категории свыше 87 кг, хорват стал бронзовым призёром чемпионата мира. В финальную схватку его не пустил спортсмен из Кот'д-Ивуара Шейку Сиссе. 